# Borbotana dinawa
Borbotana dinawa là một loài bướm đêm trong họ Noctuidae.